# وزارت حقیقت

اطلاع‌نگاشت، مقایسه ۱۹۸۴ با دنیای قشنگ نو

وزارت حقیقت (به انگلیسی: Ministry of Truth) دستگاهی است دولتی که در رمان ۱۹۸۴ نوشته جورج ارول مسئول هرگونه اطلاعاتی است که به مردم در رسانه‌ها مخابره می‌شود.
کار این وزارتخانه تغییر و تحریف وقایع تاریخ و ساخت «حقایق» است.
این واژه در مکالمات روزمره نیز رواج و استفاده‌هایی پیدا کرده‌است. به‌طور نمونه کیث اولبرمن در تحلیل‌های خود از این واژه به کرات استفاده می‌کند.